# Línea SE760 (EMT Madrid)
El Servicio Especial (S.E.) codificado como SE760 de la EMT de Madrid fue una línea que unió el intercambiador de Príncipe Pío con Madrid Arena. Circuló entre el 25 de noviembre y el 5 de diciembre de 2021.

## Características
Este servicio especial sólo funcionó los días en los que se celebraban eventos en Madrid Arena y actuó como línea exprés entre el intercambiador de Príncipe Pío y dicho centro.

### Frecuencias
| días con evento en Madrid Arena                                 |             |
| entre 2 h antes del evento y 1 h tras la finalización del mismo | cada 20 min |

## Recorrido y paradas
| Código | Parada       | Conexiones con Metro y Cercanías | Otros |
| ------ | ------------ | -------------------------------- | ----- |
| 8372   | Príncipe Pío | Príncipe Pío                     |       |
| 5060   | Madrid Arena |                                  |       |